# Darla Crane
Darla Crane, née le 21 mai 1966 à Los Angeles (Californie), est une actrice américaine de films pornographiques.

## Biographie
Au début des années 1990, elle a commencé à apparaître dans des magazines et des vidéos softcore pour une société spécialisée dans le concept de «bondage amoureux». Elle a rapidement gagné une "clientèle" extrêmement dévouée.
Souvent surnommée «La Bettie Page des années 90» pour son travail emblématique en tant que mannequin de bondage souple.
En 1997, elle a commencé à écrire, produire, réaliser et éditer du porno fétiche, en plus de son travail de mannequin. 
Ainsi, en 2000, Darla a décidé de donner à sa carrière une autre direction et a commencé à apparaître dans des productions pornographiques plus "grand public".[Quoi ?]
En 2002, elle a finalement lancé son site Web personnel, ayant trouvé que travailler sur son propre site était l'aspect le plus gratifiant de sa carrière.
Elle a pris une brève pause dans la "pornographie grand public" au milieu des années 2000, mais est revenue en 2009.

## Filmographie sélective
(le nom du film est suivi du nom de ses partenaires lors des scènes pornographiques)
- 2009 : Titanic Tits, avec Tanya Danielle ;
- 2010 : 
  - Mother-Daughter Exchange Club 14, avec Tweety Valentine ;
  - Mother-Daughter Exchange Club 15, avec Chastity Lynn ;
- 2011 : Mother-Daughter Exchange Club 20, avec Allie Haze ;
- 2012 : 
  - Mother-Daughter Exchange Club 23, avec Casandra Nix ;
  - Lesbian Hitchhiker 04, avec April O'Neil ;
- 2013 : Mother-Daughter Exchange Club 30, avec Adriana Chechik ;
- 2014 : 
  - Lesbian Seductions: Older/Younger 49, avec Tara Morgan ;
  - Lesbian Adventures: Older Women, Younger Girls 5, avec Lola Foxx ;
- 2015 : Bad Lesbian 4: Older/Younger, avec Zoey Nixon ;
- 2016 : Mother-Daughter Exchange Club 45, avec Megan Sage ;
- 2017 : Naughty Office 49, avec Syren De Mer et Seth Gamble ;
- 2018 : Everyone Wants Riley, avec Riley Reid et Jeremy Austin.

### Distinctions
Nominations
- 2003 : XRCO Award - Unsung Siren ;
- 2012 : AVN Award - MILF/Cougar Performer of the Year ;
- 2012 : XRCO Award - Best Cumback.

Récompenses